# Bezirk Beverīna
Der Bezirk Beverīna (Beverīnas novads) war ein Verwaltungsbezirk im Norden Lettlands in der historischen Landschaft Vidzeme (Livland), der von 2009 bis 2021 existierte. Bei der Verwaltungsreform 2021 wurde der Bezirk aufgelöst, seine Gemeinden gehören seitdem zum neuentstandenen Bezirk Valmiera.

## Geographie
Durch das ländlich geprägte Gebiet fließt der Fluss Abuls in ost-westlicher Richtung. Die Westgrenze wurde von der Gauja und der Stadt Valmiera gebildet.

## Bevölkerung
Der 3553 Einwohner (2010) zählende Bezirk bestand aus den drei Gemeinden (pagasts) Brenguļi, Kauguri und Trikāta. Das Verwaltungszentrum war Mūrmuiža, das zur Gemeinde Kauguri gehört. Die Namensgebung bezog sich auf eine in Heinrichs Livländischer Chronik Burg des lettischen Fürsten Tālivaldis.

## Sehenswürdigkeiten
- Mūrmuiža: Gutshaus Gemauerthof aus dem 19. Jahrhundert
- Mūrmuiža:  Befestigter Wohnturm, erbaut vermutlich Ende des 16. Jahrhunderts
- Trikāta: Lutherische Johanneskirche, erbaut um 1284, 1695 umgebaut, Turm 1858/1859 angebaut, mit vor 1800 errichtetem Pastorenhaus[2]
- Trikāta: Mauerreste der Burg Trikaten des Livländischen Ordens, erbaut Ende des 13. Jahrhunderts, zerstört im Großen Nordischen Krieg

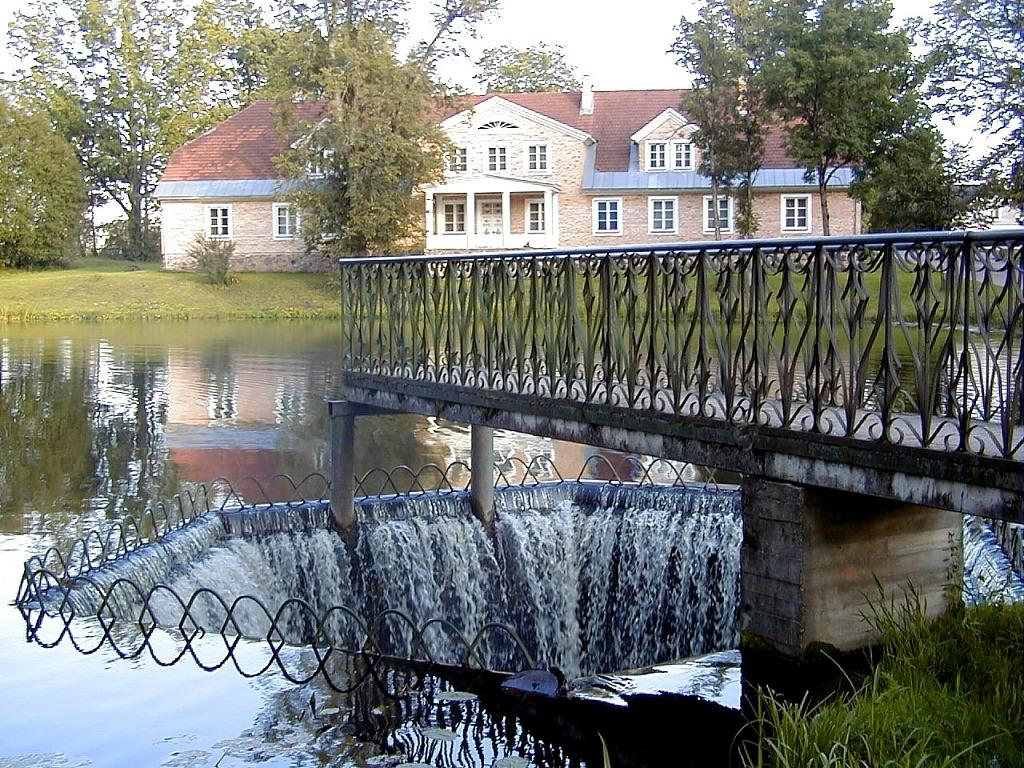
Gutshaus Gemauerthof in Mūrmuiža
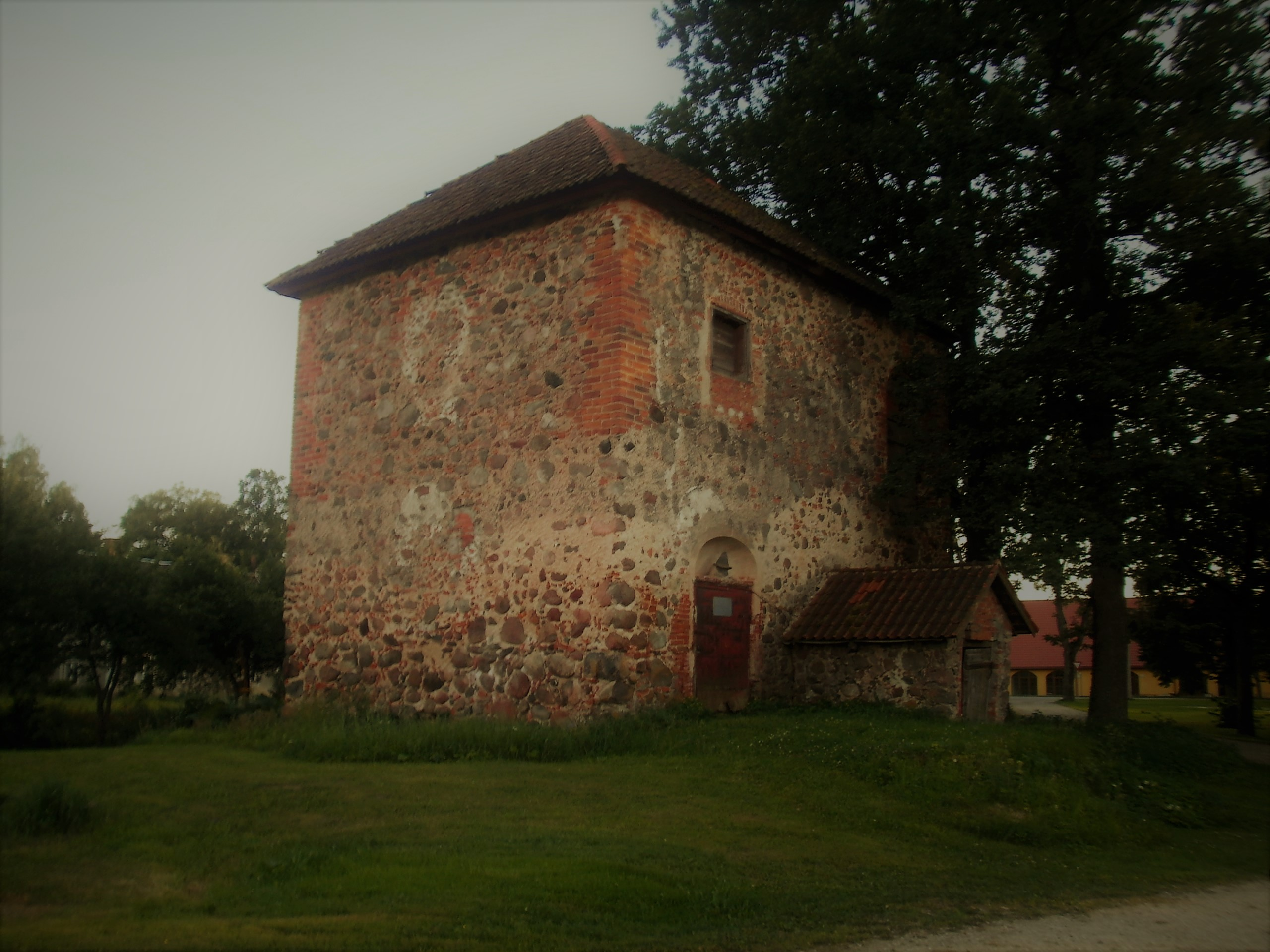
Wohnturm in Mūrmuiža
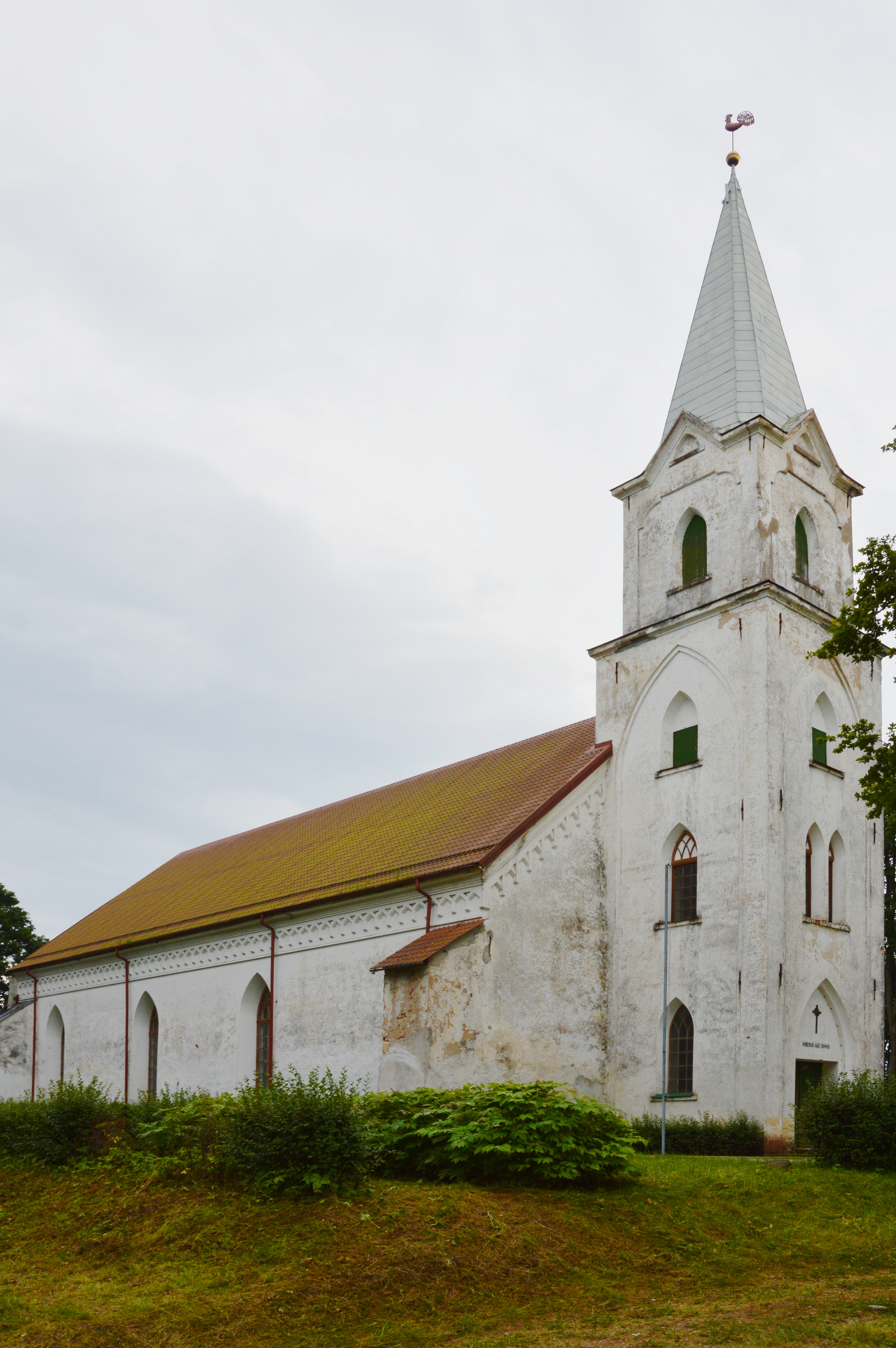
Lutherische Kirche Trikāta
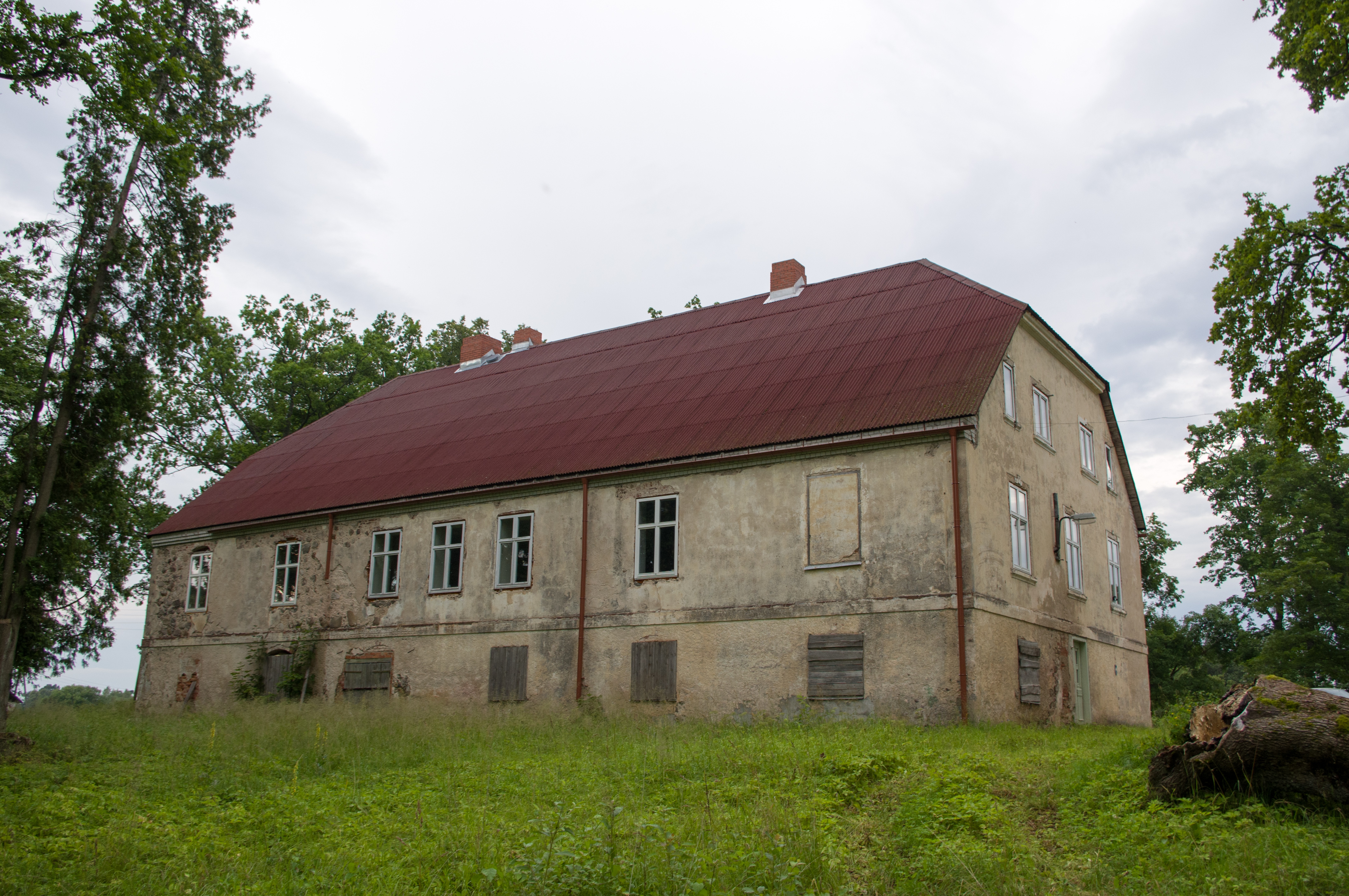
Pastorenhaus in Trikāta
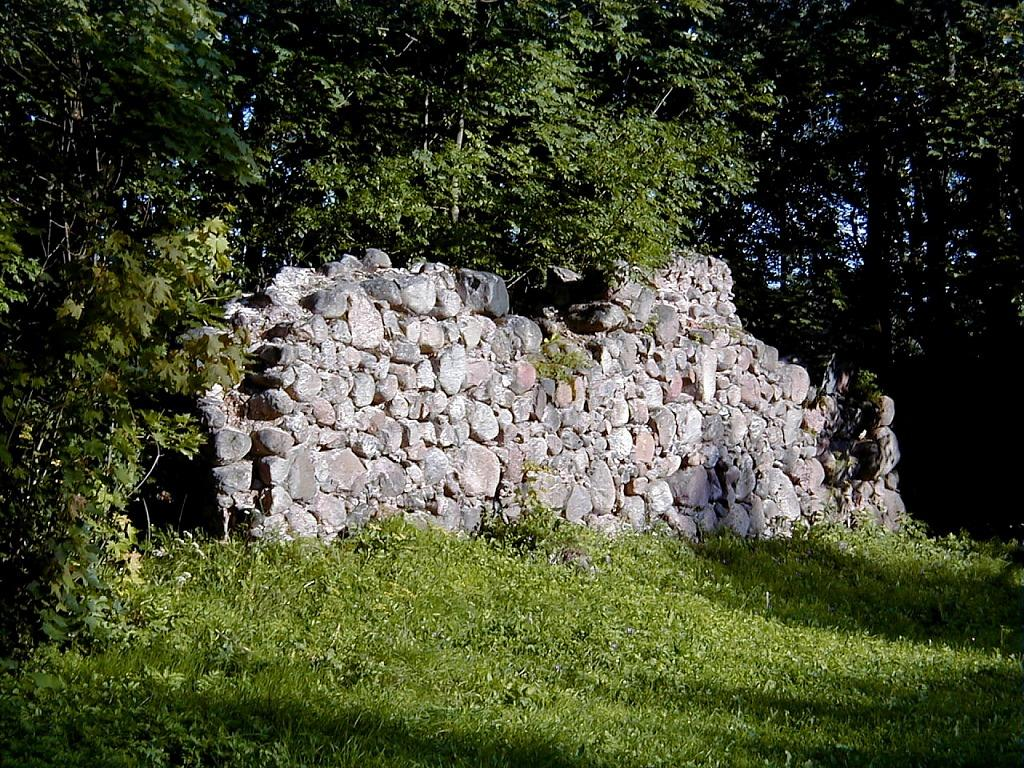
Burg Trikaten